# 震測海洋學
震測海洋學（英語：Sesimic oceanography）是聲測海洋學的一種形式。用聲波研究海洋的物理特性和動力學。
它能提供海水溫度和鹽度變化的圖像。震測海洋學使用頻率低於 500 Hz 的聲波，與大多數聲測海洋學的成像方法不同。它們使用頻率是大於 10,000 Hz 的聲波。這種使用低頻聲測的優點是它能夠提供高度詳細，廣而深的海洋結構圖像，其圖像水平距離跨越數百公里，以及圖像深度由海面延伸到海床。自 2003 年成立以來，震測海洋學已被用於對各種海洋現象進行成像，包括水體邊界(fronts)、 渦流、溫鹽階梯、混濁層 和冷甲烷滲漏。 除了提供壯觀的圖像外，震測海洋學還對諸如內波運動。和海水的湍流混合等過程提供定量分析數據。

## 方法
震測海洋學的數據採集是一種根據海洋地震反射剖面的方法，一艘船拖著一種聲源專門設備來產生水下聲音，和拖著一根或多根電纜。電纜上繫帶著數百個水聽器(hydrophone)，這些水聽器是記錄水下聲音的儀器。這些電纜長度在幾百米到 10 公里之間。聲源和電纜都位於海面以下幾米處。 聲源是由壓縮空氣或電荷釋放而產生的聲波，聲波每隔幾秒產生一次。這些聲波大部分向下傳播到海床，一小部分聲波從海水中溫度或鹽度變化的邊界被反射，這些邊界稱為溫鹽邊界。 水聽器收集這些反射聲波信號。隨著船舶向前移動，聲源和水聽器的位置也隨之移動，因而收集到反射邊界上位置不同反射點的信號。由於水聽器是陣列排列，在 30 分鐘或更短的時間內，由不同位置的聲源和水聽器，可對同一反射點採樣。能達到同點多樣采集，增加精密度。

## 圖像製作

### 理想化案例
每個水聽器記錄了隨時間而變化的聲波振幅。反射波到水聽器的時間，取決於水聽器與聲源之間的水平距離、反射邊界的深度和形狀以及海水中的聲速。邊界的深度和形狀以及當地的聲速（可以在大約 1450 m/s 和 1540 m/s 之間變化）  是未知數。但經過不同假設速度來計算走時（travel time）, 若走時能與記錄相符，該速度為正確聲速。使用這個估計的速度，可計算假設為水平的邊界面深度。然後用地震偏移的方法來消除因爲非水平邊界面引起的反射干擾。遷移後，對在邊界面上同一反射點的不同記錄進行相加，以提高信噪比（此過程稱為疊加）。每個深度和每個水平位置的反射點得記錄都進行偏移和疊加，以達到空間準確的地震圖像。

### 复雜化案例
除了溫鹽邊界面的反射訊號，水聽器也會記錄其他的聲波。例如，由聲源產生一些沿著拖纜的水平傳播聲波，而不是朝向下傳播的放射波。除此以外，水聽器還記錄到背景噪音，例如海面風浪花的聲波。這些不需要的聲波通常比從溫鹽邊界面反射波的聲音大得多。使用信號處理濾波器可以消除這些不需要的聲波並增加溫鹽邊界面反射的信噪比。

## 分析
地震海洋學的主要優勢在於它提供了高分辨率（高達 10 m）的海洋結構圖像，可以與海洋的定量信息相結合。這些圖像在不同尺度上，可識別海洋結構的長度、寬度和高度。如果地震數據是 3D 的，那麼也可以分析海洋結構在時間的演變。

## 溫度和鹽度的反演
震測數據經過處理後，結合其圖像，可提取有關海洋的其他定量信息。到目前為止，溫度，鹽度，密度和其他重要特性的分佈信息已可由震測海洋學提取。例如，Paramo 和 Holbrook (2005)  使用振幅随偏移距的变化方法計算出挪威海的一維的溫度梯度。最近，由Cord Papenberg 等人 (2010) 提出的高分辨率二維溫度和鹽度分佈，是二維技術發展的趨勢。這些研究領域是使用結合震測和物理海洋學數據的迭代反演而得出的。以後，根據蒙特卡羅反演而導出更複雜的反演技術。

## 頻譜分析導出垂直混合率
除了溫度和鹽度分佈外，海洋的震測數據也可用頻譜分析提取混合率。該過程的基本假設是，反射面的波動現象，不論大小尺度，是代表海水内部波動。因此，這些起伏的垂直位移可以衡量海洋的垂直混合率。此技術在挪威海是首次被應用。並顯示內波能量靠近大陸斜坡有增強現象。自 2005 年以來，這些技術得到了進一步的開發、調整和自動化，任何震測剖面都可以轉換為混合率的二維分佈數據。